# Гарвівілл (Канзас)
Гарвівілл (англ. Harveyville) — місто (англ. city) в США, в окрузі Вабонсі штату Канзас. Населення — 178 осіб (2020).

## Географія
Гарвівілл розташований за координатами 38°47′21″ пн. ш. 95°57′45″ зх. д. / 38.78917° пн. ш. 95.96250° зх. д. (38.789117, -95.962523).  За даними Бюро перепису населення США в 2010 році місто мало площу 0,34 км², з яких 0,34 км² — суходіл та 0,00 км² — водойми.

## Демографія
Згідно з переписом 2010 року, у місті мешкало 236 осіб у 93 домогосподарствах у складі 66 родин. Густота населення становила 702 особи/км².  Було 106 помешкань (315/км²).
Расовий склад населення:
| - 95,3 % — білих - 1,7 % — азіатів - 1,3 % — корінних американців |

До двох чи більше рас належало 1,7 %. Частка іспаномовних становила 2,1 % від усіх жителів.
За віковим діапазоном населення розподілялося таким чином: 25,4 % — особи молодші 18 років, 62,7 % — особи у віці 18—64 років, 11,9 % — особи у віці 65 років та старші. Медіана віку мешканця становила 40,0 року. На 100 осіб жіночої статі у місті припадало 105,2 чоловіків;  на 100 жінок у віці від 18 років та старших — 104,7 чоловіків також старших 18 років.
Середній дохід на одне домашнє господарство  становив 51 075 доларів США (медіана — 37 344), а середній дохід на одну сім'ю — 59 042 долари (медіана — 52 917). За межею бідності перебувало 8,5 % осіб, у тому числі 11,4 % дітей у віці до 18 років та 6,1 % осіб у віці 65 років та старших.
Цивільне працевлаштоване населення становило 94 особи. Основні галузі зайнятості: роздрібна торгівля — 21,3 %, освіта, охорона здоров'я та соціальна допомога — 20,2 %, виробництво — 12,8 %, публічна адміністрація — 9,6 %.